# Иди
Иди (на латински: Idus, от етруски език. iduare, „делят се“) в Римския календар се нарича денят в средата на месеца. Идите са на 15-о число през март, май, юли и октомври; в останалите месеци са на 13-о число. След реформата на календара от Юлий Цезар (вижте Юлиански календар) връзката между дължината на месеца и датата, на която настъпват идите, се губи.
Идите са посветени на бог Юпитер, на когото в този ден жрец на бога (flamen dialis) принася овца в жертва .

## Мартенски иди
На 15 март започвала новата година в Древен Рим и са се провеждали празници в чест на богинята Ана Перена.
На мартенските иди (15 март) 44 пр.н.е. заговорници убиват Юлий Цезар. Според Плутарх, авгур Спурина му предсказва и предупреждава Цазар няколко дни по-рано, че в този ден ще има опасност за живота му („Cave Idus Martias!“). Срещайки предсказателя на стълбите на Сената, Цезар му казва с насмешка „Мартенските иди настъпиха“. „Настъпиха, но не са минали“ отвърнал предсказателя. Няколко минути по-късно Цезар е убит. Фразата „Пази се от мартенските иди!“ от пиесата на Шекспир „Юлий Цезар“ става крилата.

## Употреба
- Във филма „Битката за Ла Плата“, на 12 декември – вечерта преди сражението с германския боен кораб, капитанът на крайцера „Аякс“, Чарлз Уудхаус, се обръща към комодор Хенри Харууд, перифразирайки цитата на Шекспир: „Декемврийските иди настъпиха“ (The ides of December are come.), на което комодорът отговаря отново по Шекспир: „Да, Цезар, но не са минали“ (Ay, Caesar; but not gone.).[4]